# 2,8-cm sPzB 41
Le 2,8-cm schwere Panzerbüchse 41 (sPzB 41) était une arme antichar allemande utilisée durant la Seconde Guerre mondiale. Sa particularité est qu'elle fonctionne suivant le principe de Gerlich, alliant munitions à noyau de tungstène et canon à âme conique. Officiellement classé parmi les fusils antichar lourd (en allemand : schwere Panzerbüchse), il serait néanmoins plus judicieux de le classer parmi les canons légers antichar du fait de sa conception et de son calibre.

## Historique du canon à âme conique
Le principe du canon à âme conique fut inventé en 1903, par l'ingénieur allemand Karl Puff. Le projectile utilisé avec une telle arme devait être pourvu d'une enveloppe molle qui était comprimée par la conicité de l'alésage interne du canon. La vitesse du projectile était donc augmentée étant donné que son diamètre était considérablement diminué tandis que la pression à l'intérieur du canon restait constante. Malheureusement pour Puff son invention fut sans suite, en raison de la complexité de fabrication d'un canon rayé à âme conique dépassant la capacité de fabrication des armuriers allemands de l'époque.
Au début des années 1930, le Dr Hermann Gerlich de Kiel (Allemagne), diplômé en thermodynamique et ayant travaillé pour les firmes d'armement Vickers, Son et Maxim, parvient à créer un procédé de fabrication reprenant le principe de Puff, pour l'adapter sur des carabines de chasse de la marque Halger. En adjoignant à cette carabine de calibre 10,7 ⁄7 mm (.280), une nouvelle munition baptisée "Halger Ultra" Gerlich obtint une vitesse initiale de 1 800 m/s pouvant percer une plaque de blindage de 12 mm à 500 m,. Fort de cette arme dotée d'excellentes performances balistiques avec une flèche minimale et des capacités antiblindage, Gerlich tenta de vendre son procédé à plusieurs forces armées, mais sans succès en raison du coût de fabrication et du trop fort recul généré pour une arme d'épaule.
À noter que durant cette période, le fabricant d'arme américain Springfield Armory valida ce concept dans une nouvelle version de son fusil M1917. Ce fusil, utilisant le procédé de Gerlich, développait une vitesse initiale de 2 135 m/s contre seulement 855 m/s sans.
En 1934, Gerlich renonça à tenter de commercialiser lui-même son concept et se rapprocha du conglomérat allemand Rheinmetall.
En 1939, en se basant sur les études de Gerlich, Mauser-Werke AG développa un fusil antichar de calibre 28⁄20 mm, initialement désigné Gerät 231 ou MK.8202. Durant la période juin - juillet 1940, un premier lot de 94 pièces fut expérimenté par la Wehrmacht. Après diverses améliorations, le prototype entra dans sa phase de production de masse sous l'appellation Panzerbüchse 41. Avec des projectiles ayant une vitesse initiale de 1 400 m/s, le sPzB 41 pouvait pénétrer 66 mm de blindage en acier nickelé à une distance maximum de 500 m. Chaque unité coûtait 4 520 Reichsmarks, ce qui est relativement peu onéreux en comparaison des autres armes antichar - un canon 5-cm Pak 38 coûtait 10 600 Reichsmarks. De 1941 à 1943, la production de cette arme ne fut pas continue en raison du manque récurrent de tungstène pour ses munitions.

## Conception et développement
Bien que le sPzB 41 fut classifié comme fusil antichar, sa conception est plutôt typique d'un canon antichar, avec système d'absorption du recul, affut sur roues et bouclier de protection. Les seules caractéristiques communes avec les fusils antichar sont l'absence de mécanismes assurant le pointage en élévation et traverse, car celui-ci pouvait être pointé manuellement par un seul servant.

### Canon et système d'absorption du recul
Le canon rayé du sPzB 41 était en acier monobloc pesant 37 kg à lui seul. L'âme de celui-ci est alésée de façon conique, passant d'un calibre de 28 mm (niveau de la chambre) à 20 mm (au niveau de la bouche). Une telle conception permettait d'augmenter significativement la pression à l'intérieur du tube pour permettre d'atteindre des vitesses initiales élevées (1 400 m/s), mais devait utiliser des projectiles spéciaux . Chaque projectile était muni d'une double collerette en acier mou entourant un noyau en tungstène . Ce dispositif se déformait au fur et à mesure de la réduction du diamètre du canon, permettant de conserver une pression constante. La durée de vie du canon était estimée à 500 coups.
La mise à feu est effectuée par la pression d'un levier situé sur la culasse. La culasse à glissement horizontale était de type "trois quart automatique" : elle se refermait automatiquement une fois qu'un obus était chargé. La visée était assurée par une mire métallique ou à l'aide d'un viseur optique ZF 11 (provenant du 3,7-cm Pak 36) pour les distances supérieures à 500 m. Un contrepoids disposé sur l'arrière du berceau permettait d'équilibrer l'arme lors des phases de pointage. Le tireur manipulait le canon à l'aide de deux poignées situées autour de la culasse.
L'absorption du recul était basée sur un frein de bouche et un système d'amortisseur hydraulique couplé à un ressort récupérateur. Le frein de bouche était vissé sur le tube et verrouillé à l'aide d'un contre écrou. Sa fonction était absorbé l'énergie du recul en détournant les gaz à travers ses ouvertures latérales.
Le dispositif principal d'amorti du recul (frein hydraulique et ressort récupérateur) en fonte était situé entre le canon et son berceau. Le canon, lors du tir, recule sur son affut guidé par des rails amorti par le système de piston hydraulique puis retourne à son emplacement d'origine grâce au ressort récupérateur. La course de recul est comprise entre 241 mm à 280 mm.

### Bouclier
Le bouclier de protection a été conçu pour résister aux impacts de balles, aux éclats et ondes de chocs proches. Il est constitué de deux feuilles d'acier de 4 mm d'épaisseur espacées de 35 mm. Cette conception offre une meilleure résistance aux impacts par rapport à une plaque unique de même forme et poids. Outre le bouclier principal, 2 protections supplémentaires étaient fixées au niveau de la culasse autour du viseur.

### Affut
L'affut est de type biflèche à roues. Le berceau du canon reposé sur un essieu à roues doté de suspension sur lequel les bras étaient fixés. Repliés ceux-ci servaient de mat de remorquage, dépliés ils assuraient la stabilité latérale de l'arme lors des tirs. Les roues étaient constituées de jantes en tôle munies de roues pleines en caoutchouc.

### Mise en batterie et transport
Prévu pour être mis en dotation au sein des unités motorisées, le Panzerbüchse 41 pouvait être remorqué à une vitesse maximale de 40 km/h et de plus était généralement couplé à une remorque de type Infanteriekarren IF8 embarquant les munitions. La vitesse était limitée en raison de la taille des roues de l'affut, par conséquent il n'était pas rare que l'arme soit chargée dans une remorque spéciale de type Sonderanhänger 32/3 pour accroitre la vitesse de traction.
Le poids du Panzerbüchse 41 permettait une manutention et une mise en batterie aisée. Les roues étaient rapidement (30 à 40 s) et facilement démontable sans outils, permettant de rabaisser encore plus sa silhouette.
En cas de besoin, sans outils supplémentaires, le sPzB 41 était démontable en 5 parties : le bouclier de protection (20 kg), le canon avec son frein de bouche (37 kg), le berceau avec le système d'amorti du recul, la culasse et le contrepoids (45 kg), l'essieu à suspension avec ses roues (62 kg) et enfin les supports de l'affut (57 kg).

### Production
| Année  | 1940 | 1941 | 1942  | 1943  | Total |
| Nombre | 94   | 349  | 1 030 | 1 324 | 2797  |

## Variantes
- 2,8-cm schwere Panzerbüchse 41 (s.PzB.41): Version originale de production montée sur un affut à roues muni de suspension destinée aux unités motorisées. La caractéristique de cette version est la présence d'un mat de remorquage. Poids de 223 kg avec la possibilité de démonter les roues (162 kg).
- 2,8-cm schwere Panzerbüchse 41 mit leichter Feldlafette 41 (s.PzB.41 le.Fl.41): Variante allégée destinée aux unités de parachutistes (Fallschirmjäger) et troupes de montagne (Gebirgsjäger) . Poids réduit de 223 kg à 139 kg à la suite de la suppression du bouclier (temporaire) et du système de suspension de l'affut, le remplacement des roues par des galets, la refonte de l'affut et à l'utilisation d'alliage léger.
- 2,8-cm KampfWagenKanone 42 (2,8 cm KwK 42): Variante destinée à être utilisée en tourelle de char . Sa différence notable est le chromage de l'intérieur du canon, qui augmente sa longévité de 500 à 1000 obus. 24 unités ont été produites mais peu d'informations subsistent sur leur utilisation[8]. Cette arme fut notamment montée sur des véhicules blindés sur roues Sd.Kfz. 221[9], des semi chenillées Sd.Kfz. 250/11[9] ou SdKfz 251[9] et des véhicules tout terrain Horch 901 ou (Horch Type 40 / Kfz. 15)[9].

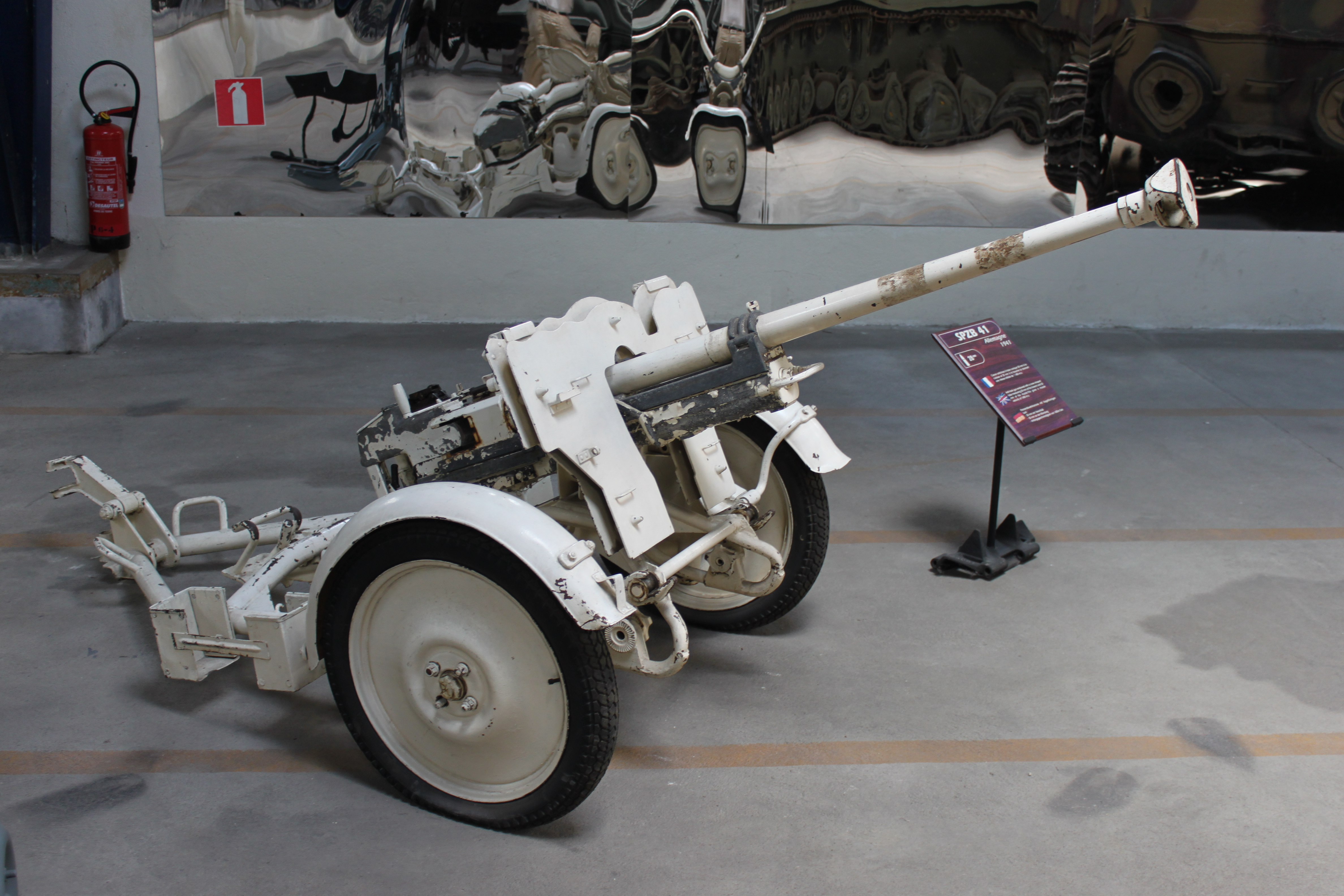
2,8-cm schwere Panzerbüchse 41 exposé au musée des blindés de Saumur
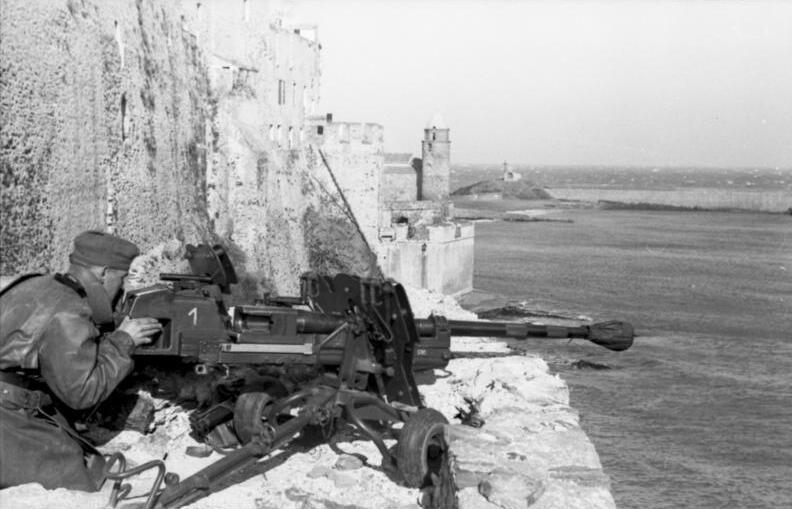
Soldat de la 7e PanzerDivizion surveillant l'entrée du port de Collioure avec son 2,8-cm schwere Panzerbüchse 41 mit leichter Feldlafette 41 depuis le Château Royal (1942).
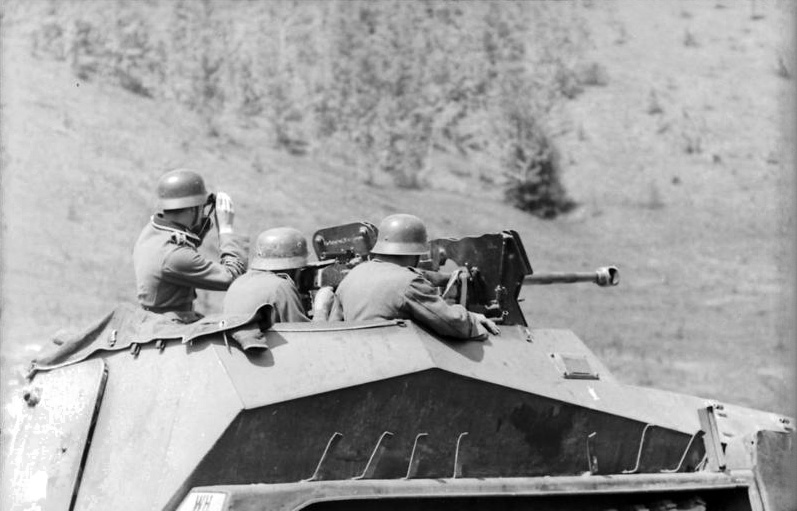
Sd.Kfz. 250/11 armé d'un 2,8-cm KwK 42, appartenant à la Division Großdeutschland au combat sur le Front de l'Est (Russie, septembre 1943).

## Munition et balistique

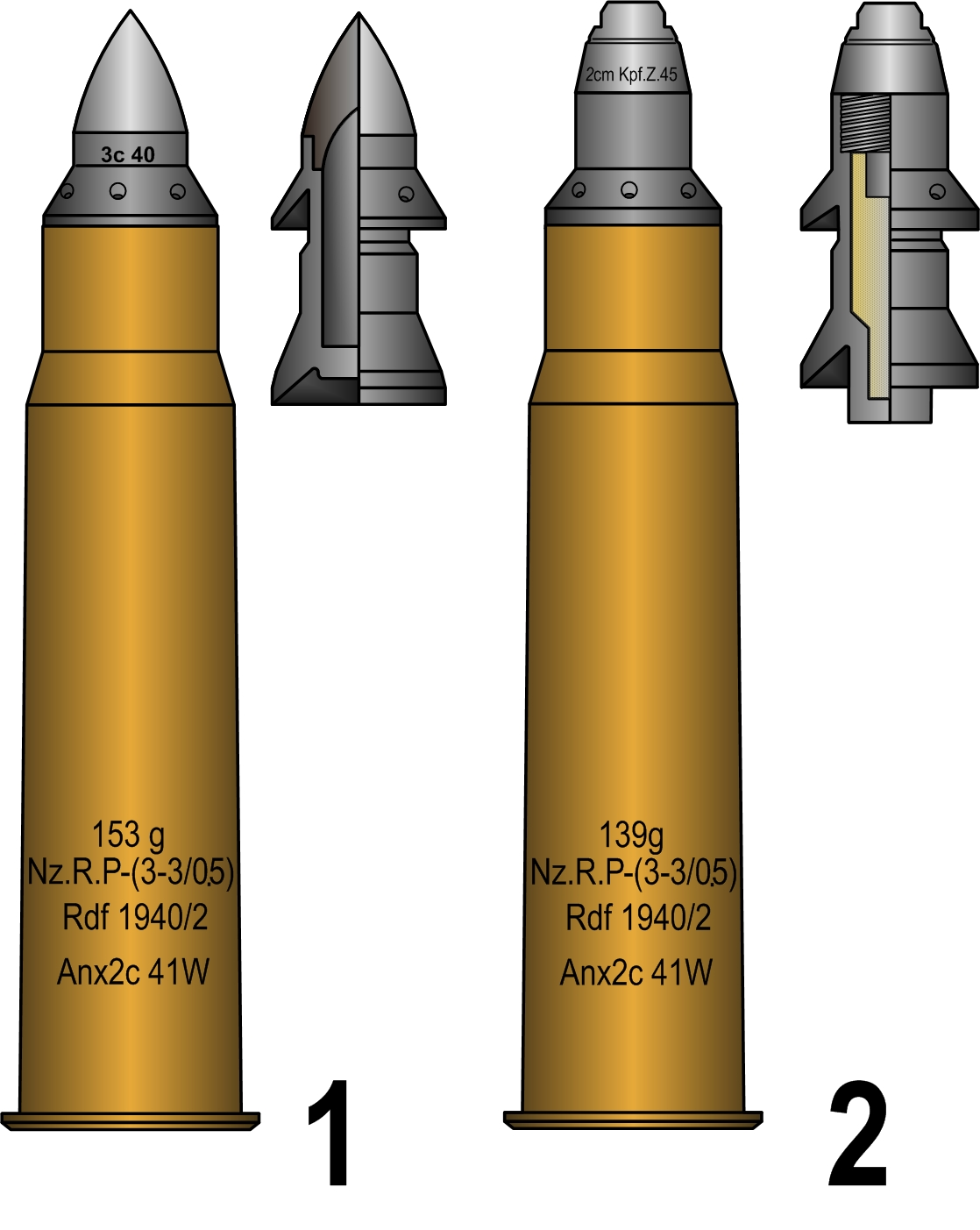
Les 2 types de munitions du 2.8 cm schwere Panzerbüchse 41 : *(1) Antichar *(2) Explosif

## Munitions
Le 2,8 cm schwere Panzerbüchse 41 tire une munition spécialement étudiée de 28 × 188 mm. Il existe 4 types de projectiles :
| Munition                                               | Type                               | Description | Poids projectile | Vélocité  | Charge explosive | Fusée    | Poids total | longueur | Charge propulsive       | Type percuteur                      |
| 2,8 cm Panzergranatpatrone 41 (Pz.Gr. 41)              | Anti blindage composite non rigide | Obus anti blindage à cœur de carbure de tungstène (91 % de tungstène) entouré d'acier doux avec une pointe balistique en magnésium. Conditionné en caisse métallique de 12 obus (poids total : 11,5 kg) | 124 g            | 1,430 m/s | /                | /        | 630 g       | 221 mm   | 155 g de nitrocellulose | A percussion C/13 nA ou C/13 nA St. |
| 2,8 cm Sprenggranatpatrone 41 (Sprgr.Patr. 41)         | Haut pouvoir explosif              | Obus à fragmentation | 93 g             | 1 400 m/s | 5 g de PETN      | Kpf.Z.45 | 600 g       | 221 mm   | 140 g de nitrocellulose | A percussion C/13 nA ou C/13 nA St. |
| 2,8 cm Sprenggranatpatrone Übung 41 (Sprgr.Patr.Üb.41) | Exercice, inerte                   | Obus d'exercice avec pointe en bois pour simuler l'utilisation de la Sprgr. 41 | /                | /         | /                | /        | /           | 221 mm   | /                       | A percussion C/13 nA ou C/13 nA St. |
| 2,8 cm Platzpatrone (Platzpatr. 41)                    | Exercice, à blanc                  | Obus d'exercice pour tir à blanc | /                | /         | /                | /        | /           | 221 mm   | /                       | A percussion C/13 nA ou C/13 nA St. |

### Coût et production
| /                     | 2,8-cm Pzgr. Patr. 41 | 2,8-cm Sprgr. Patr. | 2,8-cm Pzgr. Patr. 41 Üb | 2,8-cm Platzpatr. 41 |
| Type                  | Antiblindage          | Fragmentation       | Exercice                 | A blanc              |
| Prix (en reichsmarks) | 5 300 RM              | /                   | 4 650 RM                 | 3 400 RM             |
| Acier                 | 370 kg                | /                   | 454,3 kg                 | 425,5 kg             |
| Tungstène             | 56 kg                 | /                   | /                        | /                    |
| Magnésium             | 16,8 kg               | /                   | /                        | /                    |
| Cuivre                | 290 kg                | 340,2 kg            | 291,2 kg                 | 270,9 kg             |
| Aluminium             | 0,6 kg                | /                   | 0,6 kg                   | /                    |
| Plomb                 | /                     | /                   | 33 kg                    | /                    |
| Zinc                  | 170,2 kg              | 170,2 kg            | 170,2 kg                 | /                    |

| Année                 | 1940  | 1941  | 1942  | 1943  | Total  |
| 2,8-cm Pzgr. Patr. 41 | 156.2 | 889.5 | 270.0 | 278.1 | 1602.8 |
| 2,8-cm Sprgr. Patr.   | /     | 9.2   | 373.3 | 130.1 | 512.6  |

### Balistique
Les projectiles d'une longueur de 35 mm pour 10 mm de diamètre du Panzerbüchse sont constitués d'une enveloppe en acier doux, présentant 2 collerettes. Ces collerettes seront comprimées au fur et à mesure de la baisse du diamètre du canon, assurant ainsi la rotation du projectile durant le vol. Grâce à cette conception, le projectile subit une pression constante de 3 800 kg/cm2. Une pointe balistique en magnésium assure la stabilité en vol du projectile. Lors de l'impact, la pointe balistique et l'enveloppe sont détruites, la capacité de pénétration est alors garantie par le noyau en tungstène.
| Munition              | Type                               | Poids | Vélocité  | Inclinaison | à 100 m | à 300 m | à 400 m | à 500 m | à 1 000 m |
| 2,8-cm Pzgr. Patr. 41 | Anti blindage composite non rigide | 124 g | 1,430 m/s | 60°         | 52 mm   | 46 mm   | -       | 40 mm   | /         |
| 2,8-cm Pzgr. Patr. 41 | Anti blindage composite non rigide | 124 g | 1,430 m/s | 90°         | 94 mm   | -       | 40 mm   | 66 mm   | 25 mm     |

## En service opérationnel
Les canons à âme conique eurent un emploi limité durant la Seconde Guerre mondiale. La production à grande échelle de ce genre d'armes nécessitait une technologie avancée et un tissu industriel développé. Le seul pays, mis à part l'Allemagne, ayant pu produire en masse une arme fonctionnant sur ce principe fut le Royaume-Uni avec le Littlejohn adaptor (en). En 1940, une équipe soviétique, menée par l'ingénieur Vassili Grabine, effectua une tentative de créer un canon de ce type, rapidement arrêtée face aux problèmes techniques engendrés.
À partir de 1941 et tout au long de la Guerre, les États-Unis, à la suite des rapports de terrain décrivant le sPzB 41, menèrent une série d'expérimentations avec des tubes de 28⁄20 mm et des adaptateurs à âme conique sur leur canon antichar M3 de 37 mm.
Le sPzB 41 combinait de bonnes performances de pénétration à faible distance, une cadence de tir élevée, un poids raisonnable et un démontage facile. Cependant, il avait aussi des points faibles comme un canon compliqué à fabriquer et ayant une faible durée de vie (500 coups), des munitions à fragmentations inefficaces, l'utilisation de matériaux rares comme le tungstène dans ses munitions anti-blindage, et une faible portée.
Le sPzB 41 fut utilisé par quelques divisions motorisées, alpines (Gebirgsjäger) et de parachutistes (Fallschirmjäger)
- Ces armes étaient généralement affectées aux unités antichar et de sapeurs[15]. On le retrouve sur les fronts de l'Est, africain et de l'Ouest de 1941 à la fin de la Guerre.

À courte portée, le sPzB 41 pouvait pénétrer la plupart des blindages de l'époque. Un coup chanceux pouvait même endommager des chars lourds russes comme les KV-1 et IS-2 (avec la bonne munition, à la bonne distance, sous le bon angle et au bon endroit…).

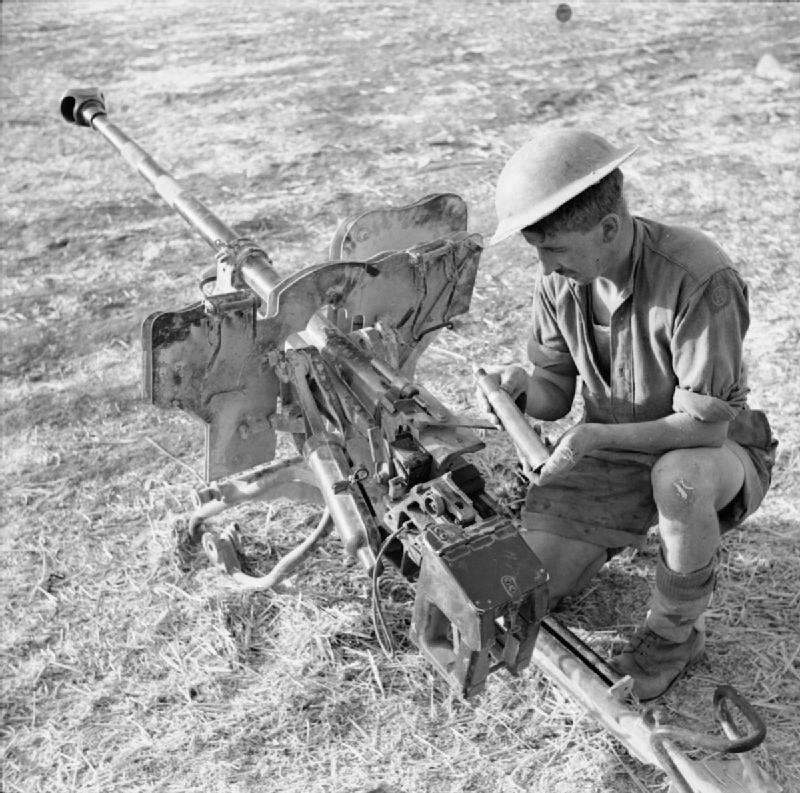
Soldat britannique examinant un 2.8 cm sPzB 41 capturé durant l'Opération Husky (Sicile, juillet 1943)